# 马庄村
马庄村是一个位于中国河南省浚县县城西南隅（小河镇下辖）的行政村。
此村地处华北平原南部、黄河以北，为河南省浚县重要粮食产区之一。夹在卫河与共产主义渠之间。